# Pedro Paulo Gomes

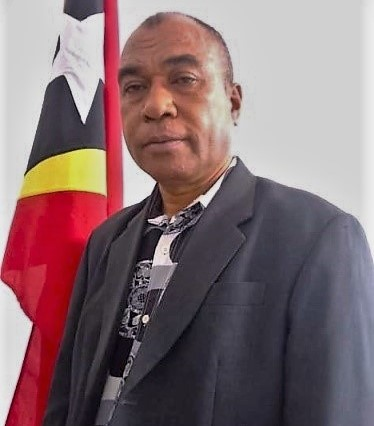
Pedro Paulo Gomes (2021)

Pedro Paulo Gomes ist ein leitender Beamter aus Osttimor.
2014 war Gomes Direktor des Gesundheitsdienstes der Gemeinde Liquiçá.
Am 16. Juni 2021 nominierte der Ministerrat Osttimors Gomes zum neuen Administrator (Administrador) von Liquiçá. Er hatte sich in einem schriftlichen Prüfungsverfahren gegen drei andere Kandidaten durchgesetzt. Er war bereits festangestellter Staatsbediensteter im Range eines leitenden Technikers (técnico superior). Zudem wurde in der Nominierung festgehalten, dass Gomes bereits über umfangreiche Kenntnisse in der öffentlichen Verwaltung verfügt, insbesondere in den Bereichen öffentliches Management, öffentliche Finanzen, strategische und operative Planung und öffentliches Auftragswesen. Außerdem spricht er mit Tetum und Portugiesisch beide Amtssprachen des Landes und hat Computerkenntnisse.
Am 5. Juli 2021 wurde Gomes vereidigt. Nach Antritt der IX. Regierung wurde Paulino Ribeiro 2024 zu seinem Nachfolger ernannt.